# 神明天祖神社
神明天祖神社（しんめいてんそじんじゃ）は、東京都杉並区南荻窪にある神社。

## 由緒
当神社は、戦国時代に伊賀国(現在の三重県)の農民が当地に移住し、伊勢大明神を祀ったのが起こりであると言われている。天正12年(1584年)の検地の際には、すでに小祠があったと伝えられており、それ以前の創建であると考えられている。その後、当地は紀州徳川家の領地となり、その家臣の水刀谷氏が社殿を築いたと言われている。当神社の東側一帯は、昔周囲に桜の木を植えた馬場があって「桜の馬場」と呼ばれていた。明治維新後、当社は荻窪八幡神社の境外摂社となり、明治15年(1882年)には社殿を修築している。近年になり、参道や社殿の整備が行われて現在に至っている。

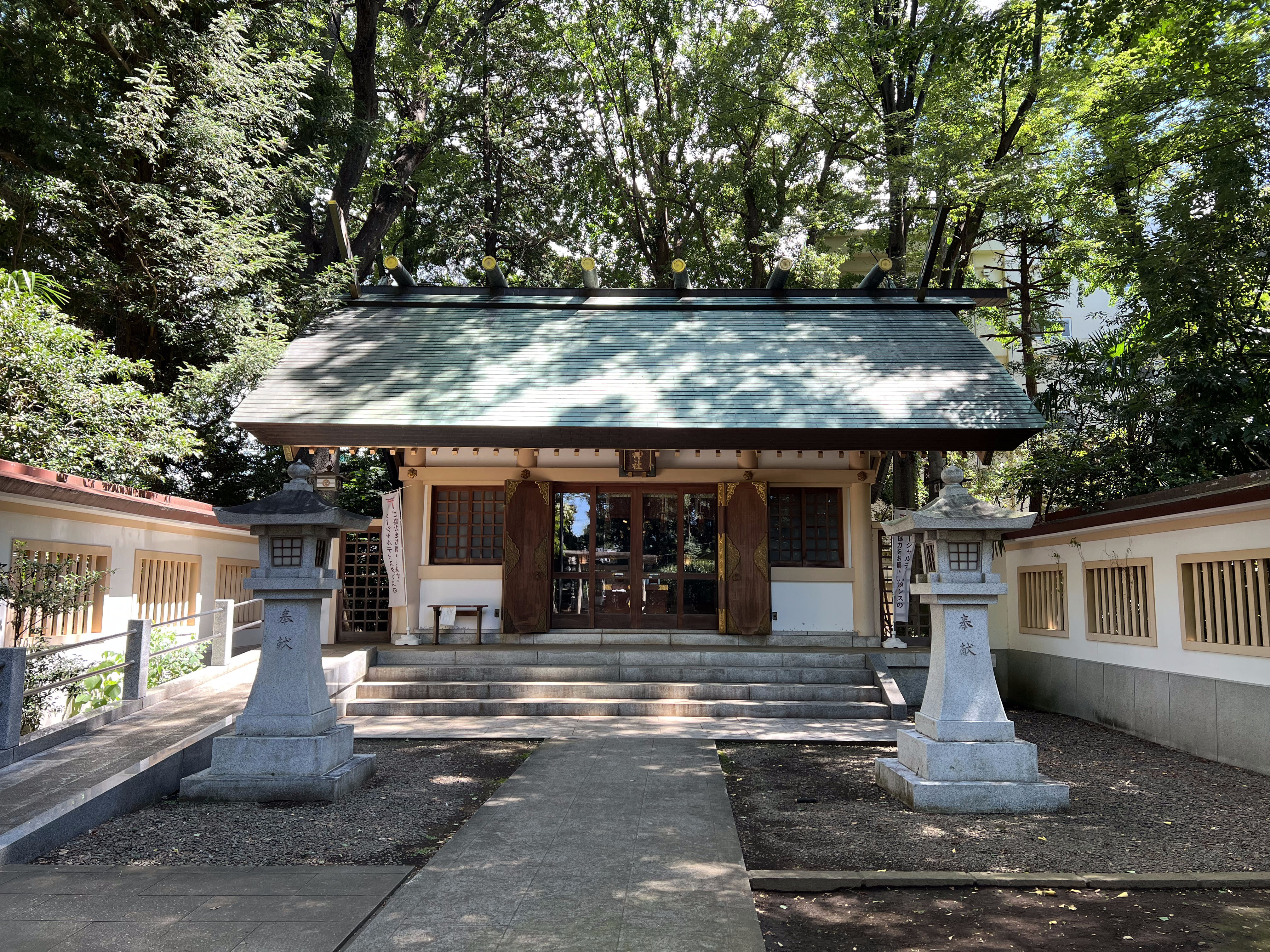
拝殿

## アクセス
- 中央線快速・荻窪駅または西荻窪駅より徒歩約13分
- 拝観は無料。